# هشتمین زن ریش آبی

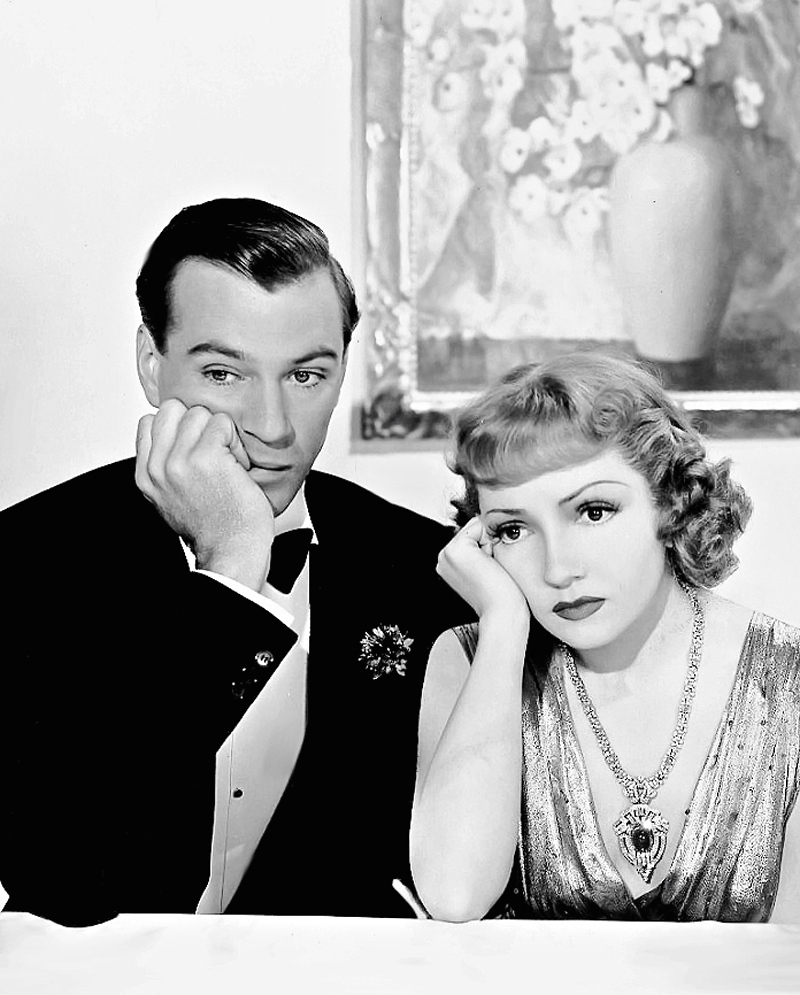
عکس تبلیغاتی گری کوپر و کلودت کولبر برای این فیلم

هشتمین همسر ریش آبی (انگلیسی:  The bluebeard's eighth wife) فیلمی در ژانر کمدی رمانتیک به کارگردانی و تهیه کنندگی ارنست لوبیچ و نویسندگی بیلی وایلدر و چارلز براکت است که در سال ۱۹۳۸ منتشر شد.

## داستان
میلیونر آمریکائی، «مایکل براندن» (کوپر) آن قدر شیفته زندگی زناشوئی است که تا به حال هفت ازدواج را پشت سر گذاشتهاست. «براندن» در سفری به ریویرا با دختری فرانسوی به‌نام «نیکول»، «مایکل» را به هشتمین ازدواج خود بیشتر راغب می‌کند. تا این‌که «نیکول» با فشار پدرش (هورتن) جواب مثبت می‌دهد. حالا «نیکول» در دوره ماه عسل آرام‌آرام به «مایکل» علاقه‌مند می‌شود و می‌کوشد تا او را عوض کند…

## نکات مهم
در صحنه‌ای، فیلم‌ساز نامدار فرانسوی، ساشاگیتری، از هتلی در کن بیرون می‌آید.